# Puerto Carabuco
Puerto Carabuco è un comune (municipio in spagnolo) della Bolivia nella provincia di Eliodoro Camacho (dipartimento di La Paz) con 18.828 abitanti (dato 2010).

## Cantoni
Il comune è suddiviso in 4 cantoni (popolazione 2001):
- Ambana - 7.526 abitanti
- Puerto Carabuco - 2.202 abitanti
- Chaguaya - 5.278 abitanti
- San Miguel de Yaricoa - 1.493 abitanti